# Johann Josef Ignaz von Hoffmann
Johann Josef Ignaz Hoffmann, ab 1856 von Hoffmann, (* 17. März 1777 in Mainz; † 30. Januar 1866 in Aschaffenburg) war ein deutscher Mathematiker.

## Leben
Hoffmann war Sohn eines hohen Beamten und Hofpfalzgrafen. Er erhielt zunächst Unterricht im elterlichen Haus. Am 9. Dezember 1791 wurde er in die philosophische Vorbereitungsschule immatrikuliert. Anschließend folgten Studien an der Philosophischen Fakultät der Universität Mainz. Dabei widmete er sich auch schon dem Studium der Mathematik und Physik. Für seine zweijährigen Studien erhielt er aufgrund der Kriegswirren erst am 18. Dezember 1795 ein Dekanatszeugnis. Anschließend widmete er sich dem Studium der Rechtswissenschaft und nahm danach Anstellungen in der Verwaltung an.
Hoffmann floh am 24. November 1800 vor den Franzosen nach Aschaffenburg. Hier wendete er sich dem Lehrerberuf zu. 1802 wurde er Supplent an der Karls-Universität Aschaffenburg, 1806 wurde er auf die zuvor vertretene Professur für reine und angewandte Mathematik berufen. Von 1807 bis 1832 wirkte er außerdem als Lehrer und Rektor am von ihm mitbegründeten Forstlehrinstitut Aschaffenburg. Seit 1812 wurde er Direktor des philosophischen Lehrinstitutes der Universität Aschaffenburg.
Als 1818 die Aschaffenburger Universität zu einem Lyzeum, einer hochschulischen Studieneinrichtung, abgestuft wurde, organisierte Hoffmann bis 1822 die neue Einrichtung als Rektor. Außerdem wurde er zum königlichen Ministerialkommissar für Gymnasialprüfungsangelegenheiten ernannt. Er veröffentlichte diverse mathematische Schriften.
Am 3. August 1819 wurde Hoffmann mit dem akademischen Beinamen Vega zum Mitglied (Matrikel-Nr. 1136) der Gelehrtenakademie Leopoldina gewählt.

## Ehrungen
- 23. Juni 1821: Ernennung zum königlichen Hofrat.[2]
- 15. Juli 1837: Verleihung der Ehrendoktorwürde (Dr. phil. h.c.) durch die Philosophische Fakultät der Universität Würzburg.[3]
- 1. Januar 1849: Verleihung des Ritterkreuzes I. Klasse des Verdienstordens vom Heiligen Michael.[1][4]
- 1. Januar 1856: Verleihung des Ritterkreuzes des Verdienstordens der Bayerischen Krone und Nobilitierung.[1][5]
- 1. Januar 1856: Verleihung des Ehrenkreuzes des Ludwigsordens.[1][6]

## Schriften (Auswahl)
- Grundlehren der Algebra, Tasché, Giessen 1816.
- Anleitung zur Elementar-Arithmetik, 2 Bände, Brede, Offenbach 1819–1821.
- Physik und Mechanik, 2 Bände, Hennings, Erfurt und Gotha 1824.
- Der mathematische Jugendfreund: oder populäre Darstellung der Grundlehren der reinen und angewandten Mathematik für Anfänger, 5 Bände, Kupferberg, Mainz 1825–1829.
- Encyclopädische Uebersicht der Mathematik: nach Begriff, Methode, Nutzen, Eintheilung und Lehrvortrag derselben, Kettembeil, Frankfurt am Main 1841.